# Кетуба (Вісконсин)
Кетуба (англ. Catawba) — селище (англ. village) в США, в окрузі Прайс штату Вісконсин. Населення — 141 особа (2020).

## Географія
Кетуба розташована за координатами 45°32′14″ пн. ш. 90°32′1″ зх. д. / 45.53722° пн. ш. 90.53361° зх. д. (45.537102, -90.533514).  За даними Бюро перепису населення США в 2010 році селище мало площу 11,54 км², уся площа — суходіл.

## Демографія
Згідно з переписом 2010 року, у селищі мешкало 110 осіб у 60 домогосподарствах у складі 31 родини. Густота населення становила 10 осіб/км².  Було 78 помешкань (7/км²).
Расовий склад населення:
| - 100,0 % — білих |

До двох чи більше рас належало 0,0 %. Частка іспаномовних становила 0,9 % від усіх жителів.
За віковим діапазоном населення розподілялося таким чином: 13,6 % — особи молодші 18 років, 69,1 % — особи у віці 18—64 років, 17,3 % — особи у віці 65 років та старші. Медіана віку мешканця становила 52,0 року. На 100 осіб жіночої статі у селищі припадало 107,5 чоловіків;  на 100 жінок у віці від 18 років та старших — 102,1 чоловіків також старших 18 років.
Середній дохід на одне домашнє господарство  становив 43 825 доларів США (медіана — 35 625), а середній дохід на одну сім'ю — 53 053 долари (медіана — 48 750). Медіана доходів становила 39 167 доларів для чоловіків та 42 500 доларів для жінок. За межею бідності перебувало 13,7 % осіб, у тому числі 0,0 % дітей у віці до 18 років та 13,3 % осіб у віці 65 років та старших.
Цивільне працевлаштоване населення становило 50 осіб. Основні галузі зайнятості: виробництво — 50,0 %, роздрібна торгівля — 16,0 %, сільське господарство, лісництво, риболовля — 8,0 %, транспорт — 6,0 %.